# محافظة آداماوا
منطقة آدَمَاوَة (بالبلارية: عَدَمَاوَ) هي إحدى مناطق الكمرون العشر. يقدر عدد سكانها بـ 884,289 نسمة .